# 喫茶店

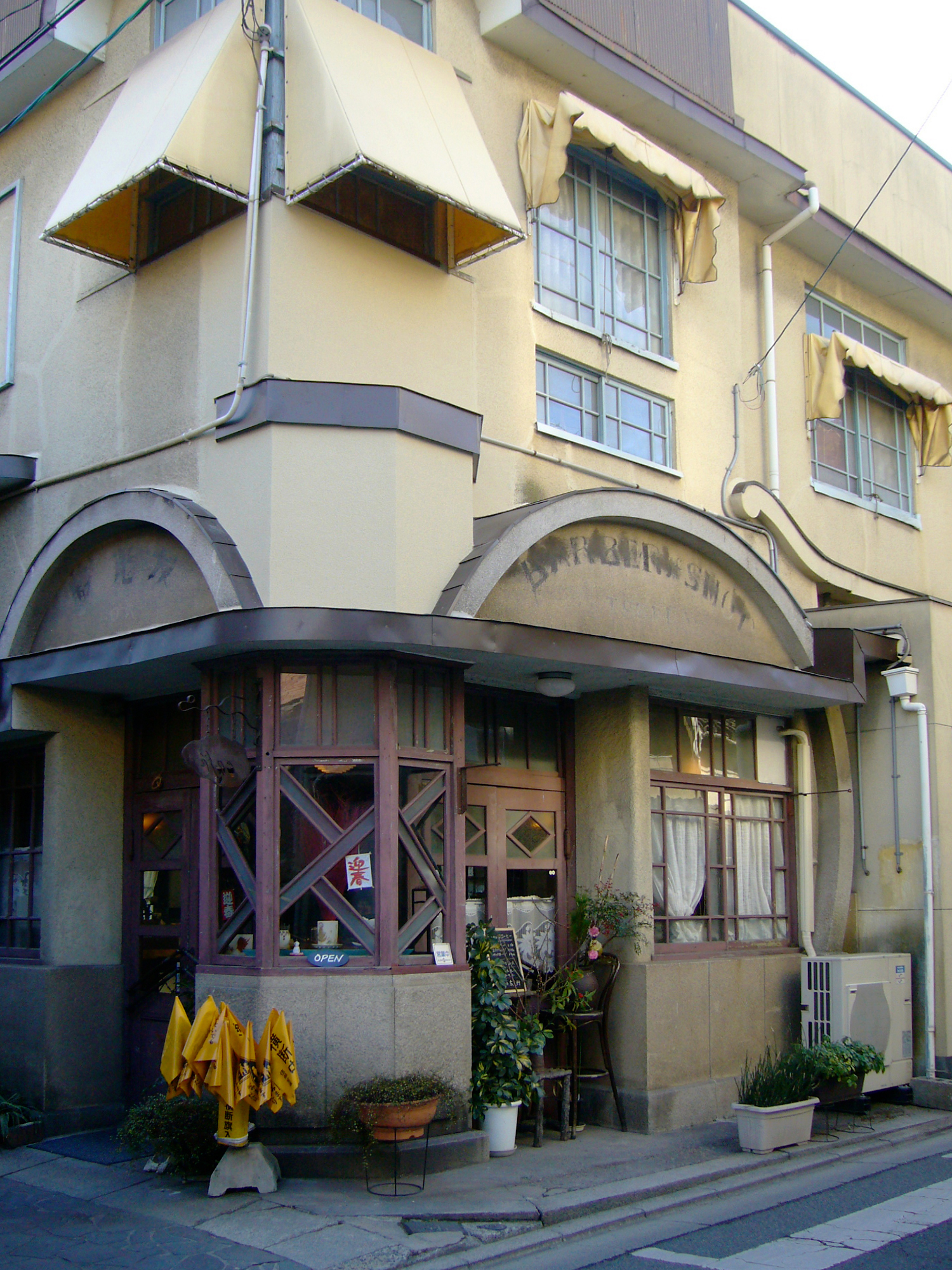
喫茶店の外観の一例

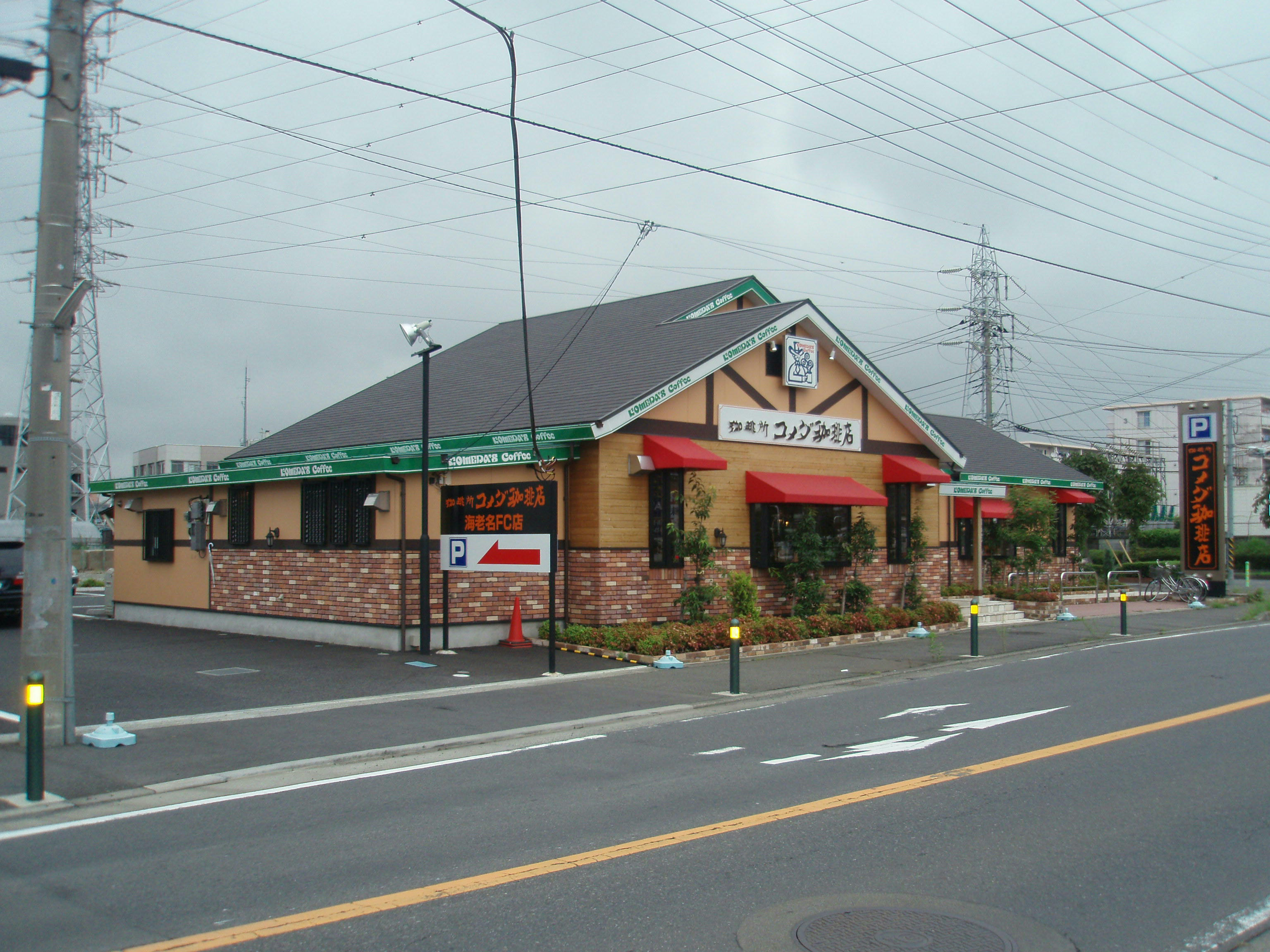
大手チェーン店の新しい店舗の一例（コメダ珈琲・海老名FC店）

喫茶店（きっさてん）とは、コーヒーや紅茶などの飲み物、菓子・果物・軽食を客に供する飲食店のこと。
日本では、フランスのカフェを意識した店舗などを中心に「カフェ」と呼ばれることも多い。もともと日本で茶を出す店は「茶店（ちゃみせ）」や「茶屋（ちゃや）」などと呼んでいた。和風の茶房（さぼう）や茶寮（さりょう）という呼び方もある。
なお、本来の喫茶店から派生し、飲食以外のサービスのほうが利用される主たる理由になっている喫茶店もあるがこれについては記事の後半以降で解説する。

## 概要
喫茶店とは、飲み物、菓子類、軽食などを客に供する飲食店のことである。メニューとしては、飲み物はコーヒーや紅茶。菓子類はケーキ、茶菓子、フルーツなどの甘味。軽食はサンドイッチなどが挙げられる。

### 呼称
「喫茶（きっさ）」とは、元々は鎌倉時代（源実朝の時代）に中国から伝わった茶を飲用し効用を嗜む習慣や作法を指す言葉である。なお、喫茶の「喫」は「茶を喫む（のむ）」という意味である。
現在では「喫茶」は緑茶に限らない。紅茶、コーヒー、さらには果汁や清涼飲料水など、これらを飲み、菓子を食べることを「喫茶」の概念に含める。喫茶店は、俗に略して「茶店（さてん）」とも呼ばれる。近年の口語では「お茶する」などともいう。
日本では、フランスのカフェを意識した店舗などを中心に「カフェ」と呼ばれることも多くなってきた。また、見晴らしの良いテラスの喫茶店を「カフェテラス」と呼んでいる場合もある。ヨーロッパ風の店を「ヨーロピアン・カフェ」、イタリア風の店を「イタリアン・カフェ」と呼ぶ事もある。英語流に呼ぶ場合、特にコーヒーを主力商品とする場合「コーヒーショップ」、紅茶を主力商品とする場合は「ティーハウス」「ティールーム」などとも呼ばれる。中国茶を出す店は「茶館（ちゃかん）」などと、呼ばれる事が多い。
こうした豊富な語彙が使われるようになったので、「喫茶店」という言葉をあえて使う場合、フランスの「カフェ」や米国のコーヒーショップや中国風「茶館」とは少し違った、日本での大正・昭和などの歴史を踏まえたスタイルのもの、という意味を込めて使われていることがある。

### 提供されるもの
コーヒーや紅茶が基本であるが、他に提供されるものは、店舗ごとに様々である。比較的一般的なものを挙げてみる。
- 飲み物 - コーヒー、紅茶、ジュース、炭酸飲料など
- 菓子 - ケーキ、ホットケーキ、パフェなど
- 軽食 - サンドイッチ、スパゲティなど

一部店舗ではモーニングセットなどを提供している場合がある。また外で働く人などの昼食（ランチ）の需要が見込める立地では「ランチセット」や（昼限定の）カレーライス、定食類などを提供している場合もある。

### 時間帯ごとの傾向や利用目的
都市部では、朝の比較的早い時間帯にはサラリーマンや学生が職場や学校に行く前に朝食をとるために利用している。また、正午前後の時間帯になると、喫茶というよりも昼食をとることを目的に軽食やランチセットや昼限定メニューを利用する人が多くなる。その時間帯を過ぎ、2時半や3時ころ以降になるとおやつの時間帯となり飲み物やスイーツの売上の割合が増え、軽食は減る。
営業職のビジネスマンは、顧客先を訪問する直前の時間を調整のために利用することがある。また、パソコンやタブレットで電子メールを送受信するため、同僚との簡易な打ち合わせをするため、さほど構える必要がない商売相手とちょっとした打ち合わせをするため、等々の目的で利用されている。
また、店内に設置されていることが多い、新聞や雑誌を目当てに入る人もいる。

## 喫茶店の歴史
- 喫茶店として提供し始めた時期は定かではないが、16世紀にはイスラム教国の主だった都市にコーヒー店が開かれ、政談、商談の場となっている。オスマン帝国の都イスタンブルにおいては、1550年代に最初のカフェが開かれた[2]。その後、ムラト3世（在位：1574年 - 1595年）治下のオスマン帝国ではカフェでの政府批判が問題となり、1583年[3]にカフェ閉鎖令が出されている[4]。
- 17世紀中頃 - ヴェネツィアにヨーロッパで初めてコーヒーを提供する店が開業。
- 1650年 - イギリスにコーヒーハウスができる。

コーヒーハウスは新聞を読んだり、政治を論じたりといった男社会の交流の場でもあった（ロンドン、ギャラウェイが特に有名）。
- 1686年 - フランス、「パリで最初のカフェ」と言われるカフェ・プロコップが開業（現存）。
- 20世紀前半、パリのカフェはコーヒーを飲むだけでなく文化人が交流する場となり、ピカソ、ヘミングウェイ、マン・レイ、ジャン＝ポール・サルトル、シモーヌ・ド・ボーヴォワールなど、新しい感性の人々が交流し社会的ムーブメントを起こしてゆく場となった。

日本
- 享保20年（1735年）、京都東山に高遊外 売茶翁が開いた茶亭・通仙亭が日本初の喫茶店といわれる[5]。
- 1878年 - 神戸元町の「放香堂」が店頭でコーヒーを提供（元町3丁目に茶商として現存）。
- 1888年4月13日 - 東京の黒門町(当時は下谷黒門町)に本格的なコーヒー店「可否茶館」が開店。
- 1920年代 - 日本で喫茶店ブーム。当時コーヒー一杯10銭。
- 1950年代後半 - 日本でジャズ喫茶（JAZZ喫茶）、歌声喫茶、名曲喫茶などが流行。
- 1952年 - ムジカが大阪市北区にオープン。日本初の本格的英国式紅茶の店となる。
- 1959年 - 談話室滝沢が東京都内にオープン。日本の高級喫茶店のはしりとなる。
- 1960年代後半から1970年代 - 日本で純喫茶が流行。味に一家言持つようなオーナー店主が自らコーヒーを淹れて供するこだわりの店が増える。このような店主はバリスタの認定試験を受けたりする事も多い。
- 1978年-79年ころ - スペースインベーダーが世に登場し大ヒットし、収入が多額で短期間で初期費用が回収できると知れ、喫茶店の中には店内のテーブルをほとんどインベーダーゲームのテーブル筐体に置き換える店もあり、客たちは喫茶店で同ゲームに熱中するようになり「インベーダー喫茶」や「ゲーム喫茶」と呼ばれるようになった。
  - 1980年代 -  インベーダーゲームのブームは引き続き派生アーケードゲームのブームへとなり、喫茶店のインベーダー筐体の基板が他のゲームに差し替えられたり、新規筐体が導入されるようになった（ゲーム喫茶）。ゲームが子供の教育上よくないと思われたことにより、学校の校則に喫茶店の入店を制限するものが全国各地でみられた。
- 1980年代- - セルフ式コーヒーチェーン店のドトールコーヒーの1号店が1980年に誕生し、1987年には100店舗を達成。（2006年現在、日本国内で一番店舗数の多い喫茶店でもある）。
- 1990年代 - スターバックスなどシアトル系チェーン店が日本に進出。コーヒー1杯を300円から500円で提供する。一方、古民家を改築した和風喫茶などもブームになった。

## 世界の喫茶店

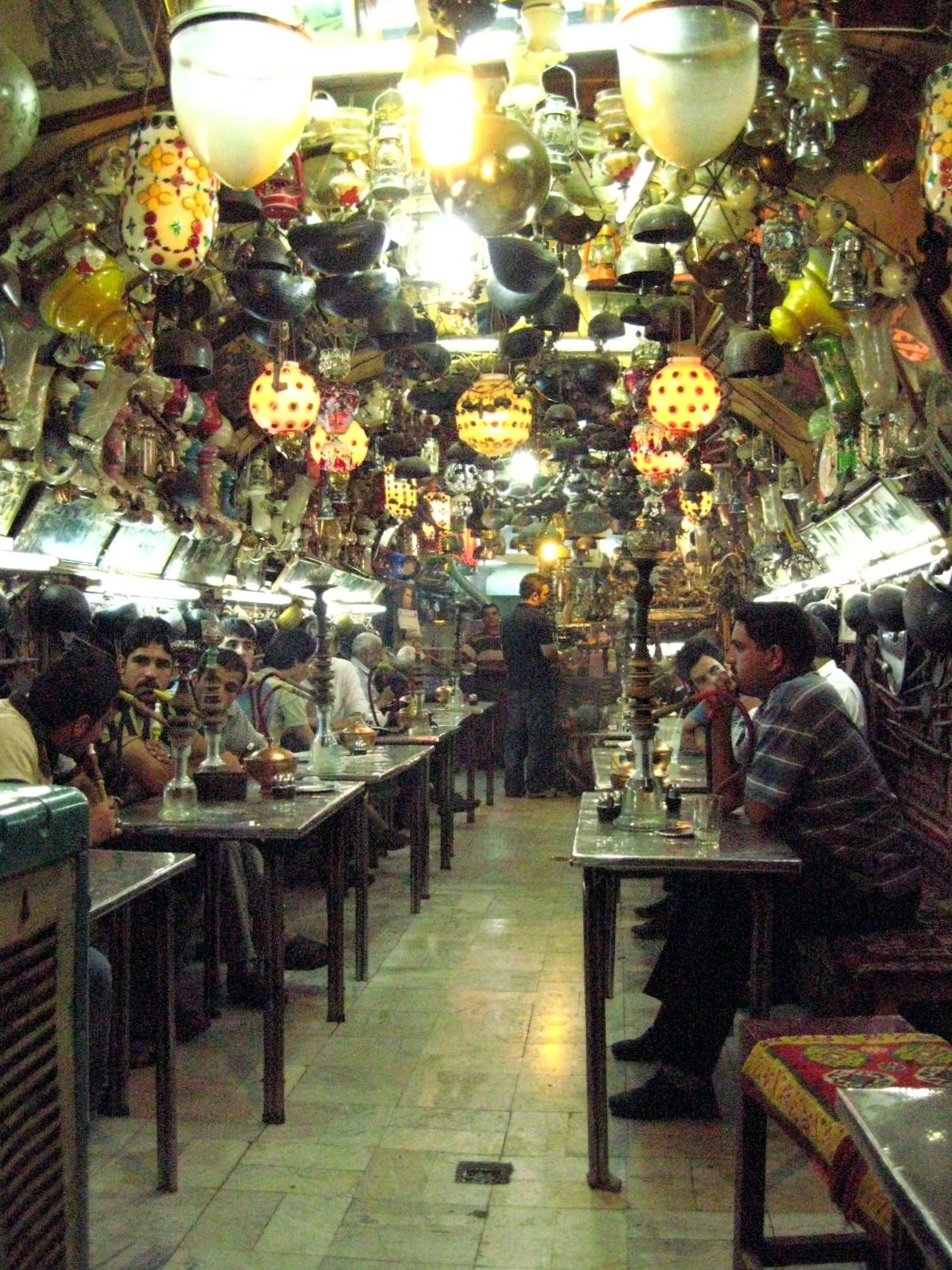
イスファハンのチャイハーネ

世界を見回せば、それぞれの国でそれぞれのスタイルの喫茶店が発展してきた。
フランスなどのカフェ(café)
店舗の前の路上にもテーブル席を並べ、その解放感を楽しんだり、パリなどでは通行人のファッションを見たり見られたりして楽しむ場にもなっている。
イタリアのバール
イタリアの軽食喫茶。
香港の茶餐廳（ちゃさんちょう）
香港の軽食喫茶店。飲茶（やむちゃ）も参照。
中近東のチャイハーネ、カフヴェハーネ、マクハなど国によって呼称が異なる。基本的にチャイハーネは紅茶や緑茶を商う、カフヴェハーネはコーヒーを商う喫茶店であるが、どちらも出す店も多い。伝統的な店は男性客がほとんどであり、水タバコを吸いながら他の客とコミュニケーションやテーブルゲームなどをして楽しむ。近年は男女ともに入りやすい店も多くなっている。

## 世界のチェーン店
- スターバックス
- タリーズコーヒー
- シアトルズベストコーヒー
- ブルーボトルコーヒー
- ラッキンコーヒー（中華人民共和国）

## 日本の喫茶店

### 統計
地域ごとの店舗数・密度
平成18年事業所・企業統計調査結果に基づく県別の喫茶店事業所数は、大阪府が約12,000店で全国1位となっており、以下、約11,000店の愛知県、約8,000店の東京都、約6,000店の兵庫県と続く。
人口1万人当たりには全国平均で6.34店の喫茶店が存在し、1番多い高知県は17.7店、2番目の岐阜県は 16.0店、3番目の愛知県は14.7店、4番目は大阪府で13.5店である。なお、最も少ないのは秋田県で2.3店である。
面積1平方キロメートル当たり事業所数に着目すると、全国平均では0.2店で、1番多い大阪府は6.3店、2番目の東京都は3.6店、3番目の愛知県は2.1店、4番目は神奈川県で1.0店となっている。また、これについても最も少ないのは秋田県で0.02店である。
また、市町村レベルの人口1万人あたりの店舗数では、大阪市が24.1軒で全国1位であり、以下、高知市、名古屋市、岐阜市の順となっている。
各都市の住民の利用量
消費者（2人以上世帯）の側に着目すると、都市別の年間支出喫茶代は、岐阜市（13,360円）、名古屋市（13,240円）、東京区部（8,385円）、神戸市（7,514円）などの都市の住民が、全国平均（5,128円）と比べて特に大きくなっている。

### 地域ごとの特徴
愛知県、岐阜県では、飲食店の内でも喫茶店の占める割合が高い。1999年の総務省統計局発表データによれば、全飲食店のうち喫茶店の占める割合が、全国平均は24.3%、東京都は17.7%、喫茶店の店舗数が全国1位の大阪府でも36.1%に対し、愛知県は41.5%、岐阜県は40.4%となっている。喫茶に対する支出も愛知県は全国平均の約2倍、岐阜県は約2.5倍となっている。数が多い分だけ競争も激しく、当地域ではコーヒーを頼めば菓子やピーナッツがついてくるのが半ば常識化している。常連客が多い店ではレジの近くにコーヒーチケットと呼ばれる金券（前払いでコーヒー代を支払うもので、例えば10杯分の価格で11杯飲むことが出来るプレミアムが通常はついている。）を保管しておくポケットが壁に設置されている。また1960年頃から豊橋市、豊田市、一宮市などで「モーニングサービス」と称するサービスが始まった。これはコーヒー1杯分の値段で、朝の開店時刻から10時ごろまで、トーストやゆで卵をつけるもので、中京圏域に広まっている。誤った用法であるが、文脈上通じればモーニングサービスをモーニングと略すことが多い。関西地方の喫茶店では「ミックスジュース」が定番になっている。
また、昨今ではスターバックスやドトールコーヒーといった全国規模展開の店も当地域に進出している。コメダ珈琲店のように、名古屋から全国展開を始めるチェーン店もある。
- 夕方まで行われている
フルタイムモーニング
- パンとゆで卵が食べ放題の
モーニングサービス
- トーストとゆで卵とメロンが
ついたモーニングサービス

### 単独経営の喫茶店

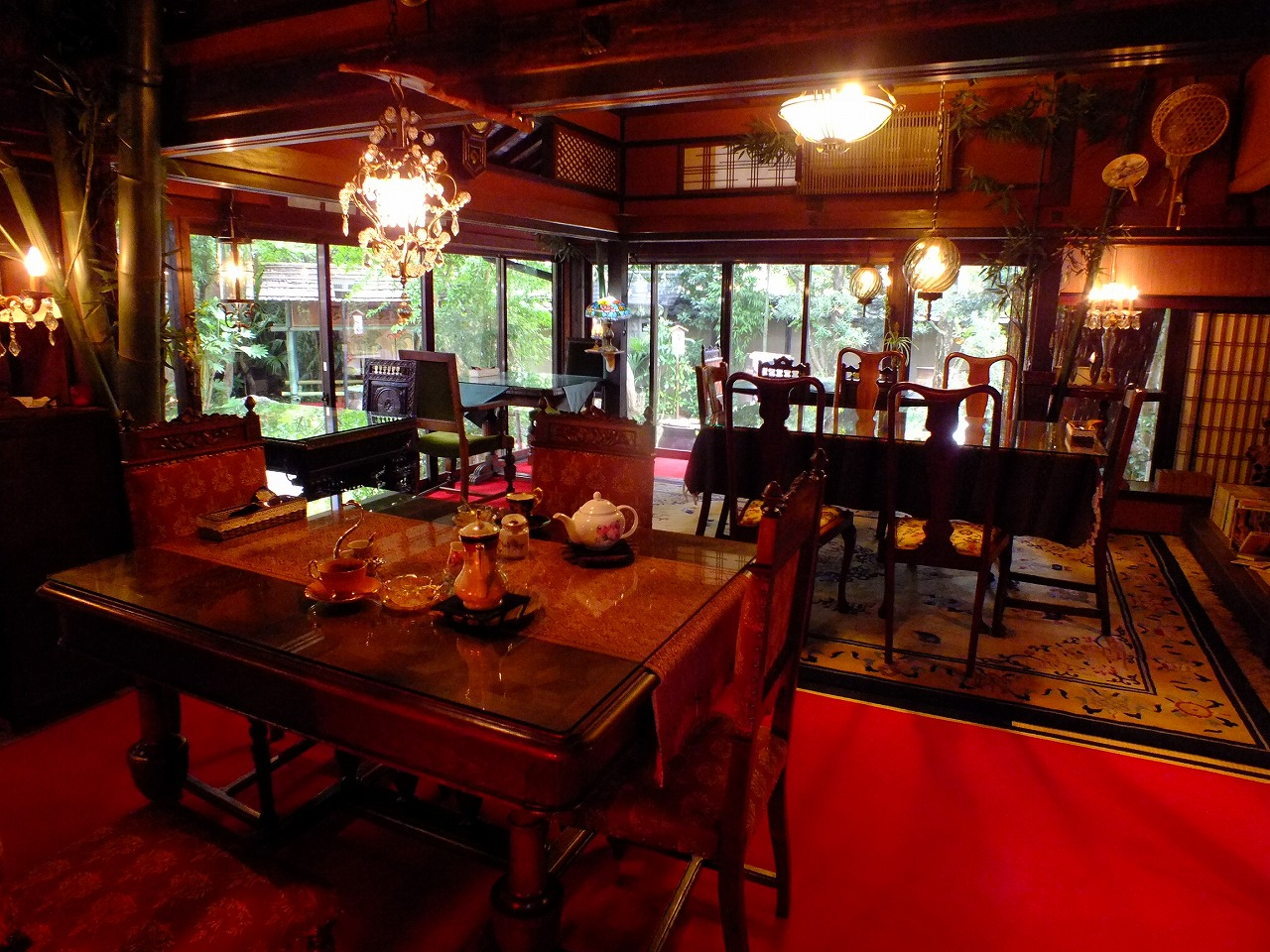
築400年の古民家をリノベーションした喫茶店
｢江戸親伝｣(兵庫県丹波篠山市)

喫茶店は比較的少資本でも開業できるため、企業で勤務し定年を迎えた人が退職金を元手にして開業したり、サラリーマン業に早めに見切りをつけて開業したり、喫茶店に若いころから憧れて自己資金に加えて家族・親族などから資金をかき集めて開業する人などがいる。一般的なコースとしては、喫茶店開業のための学校（スクール）があるので、そこでコーヒーに関する知識、淹れ方のトレーニング、店舗経営の知識・ノウハウなどを学び、喫茶店での体験的勤務も行い、場所の選定や店舗の準備などを経て開業する。
1990年代 頃より古民家や蔵を改築した和風喫茶店がブームとなった。

### 日本国内の主なチェーン店
日本国内では、日本に本社があるチェーンも、海外に本社があるチェーンも展開している。
| - ドトールコーヒー - エクセルシオール カフェ - C-United - シャノアール - カフェ・ベローチェ - 珈琲館 - PRONTO - サンマルクカフェ - BECK'S COFFEE SHOP（JR東日本グループ） - コメダ珈琲店 - 星乃珈琲店 - 上島珈琲店 | - スターバックス - タリーズコーヒー - シアトルズベストコーヒー |

- その他喫茶店については「Category:日本の喫茶店」も参考に

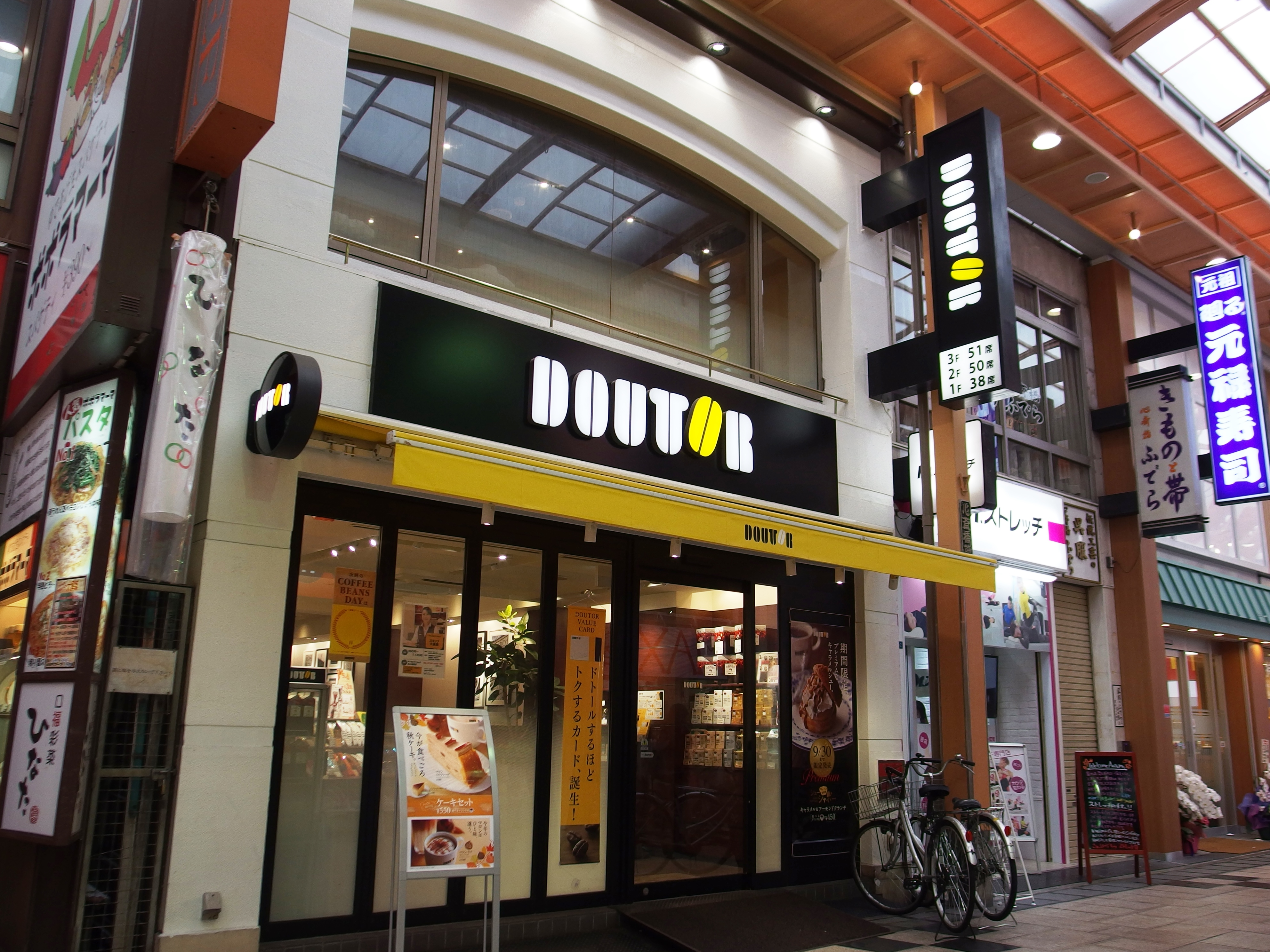
ドトールコーヒー
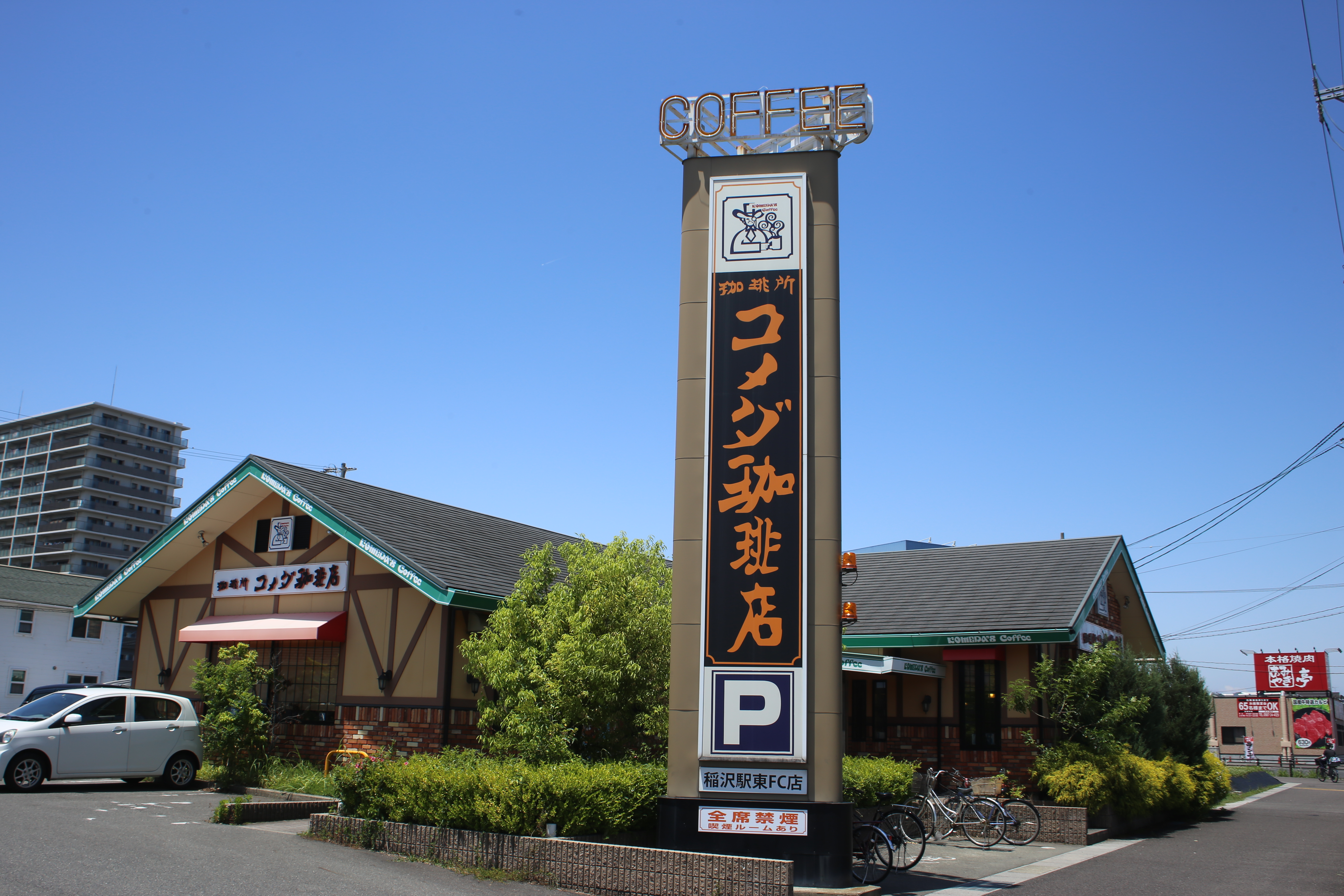
コメダ珈琲店
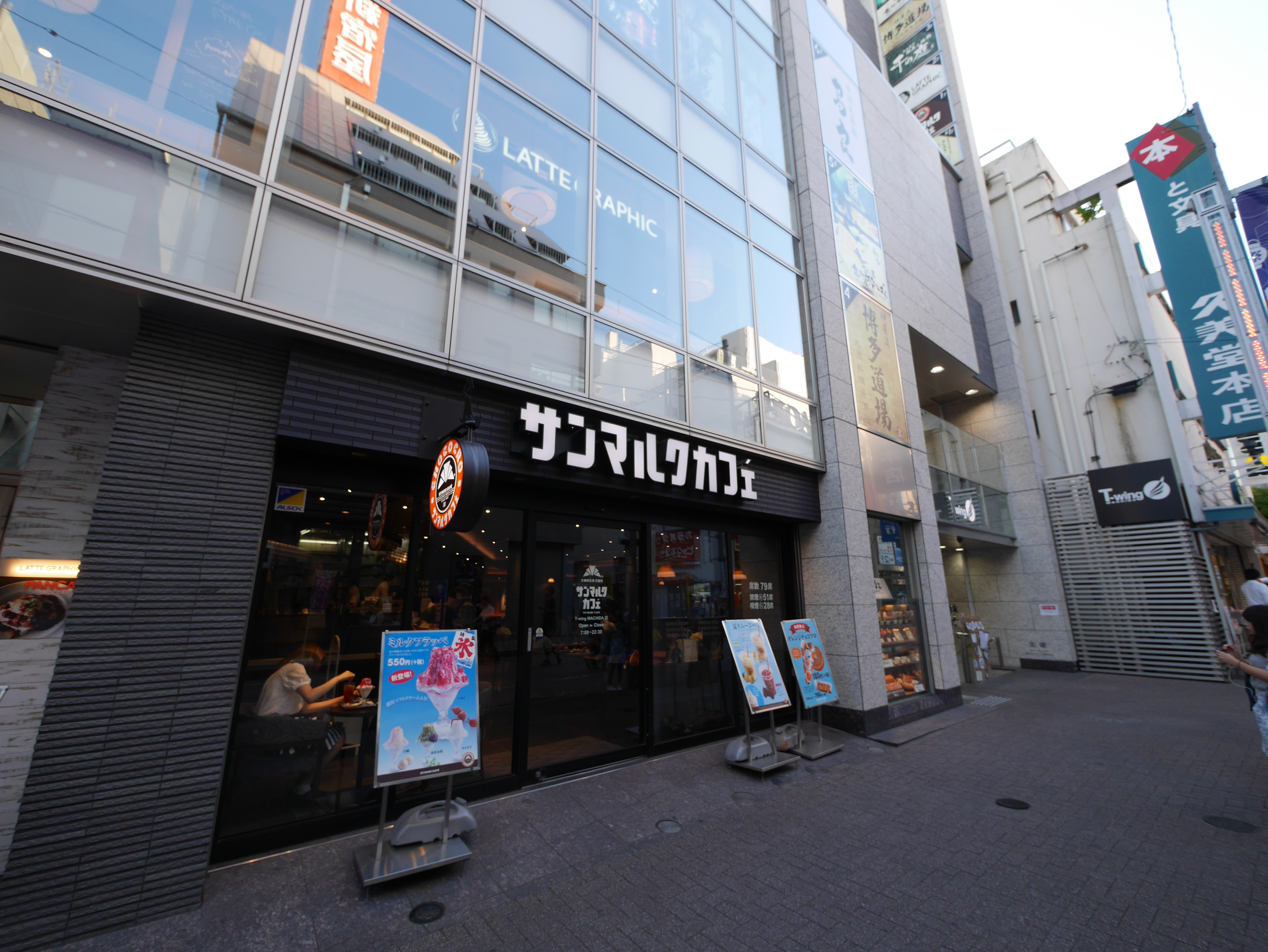
サンマルクカフェ
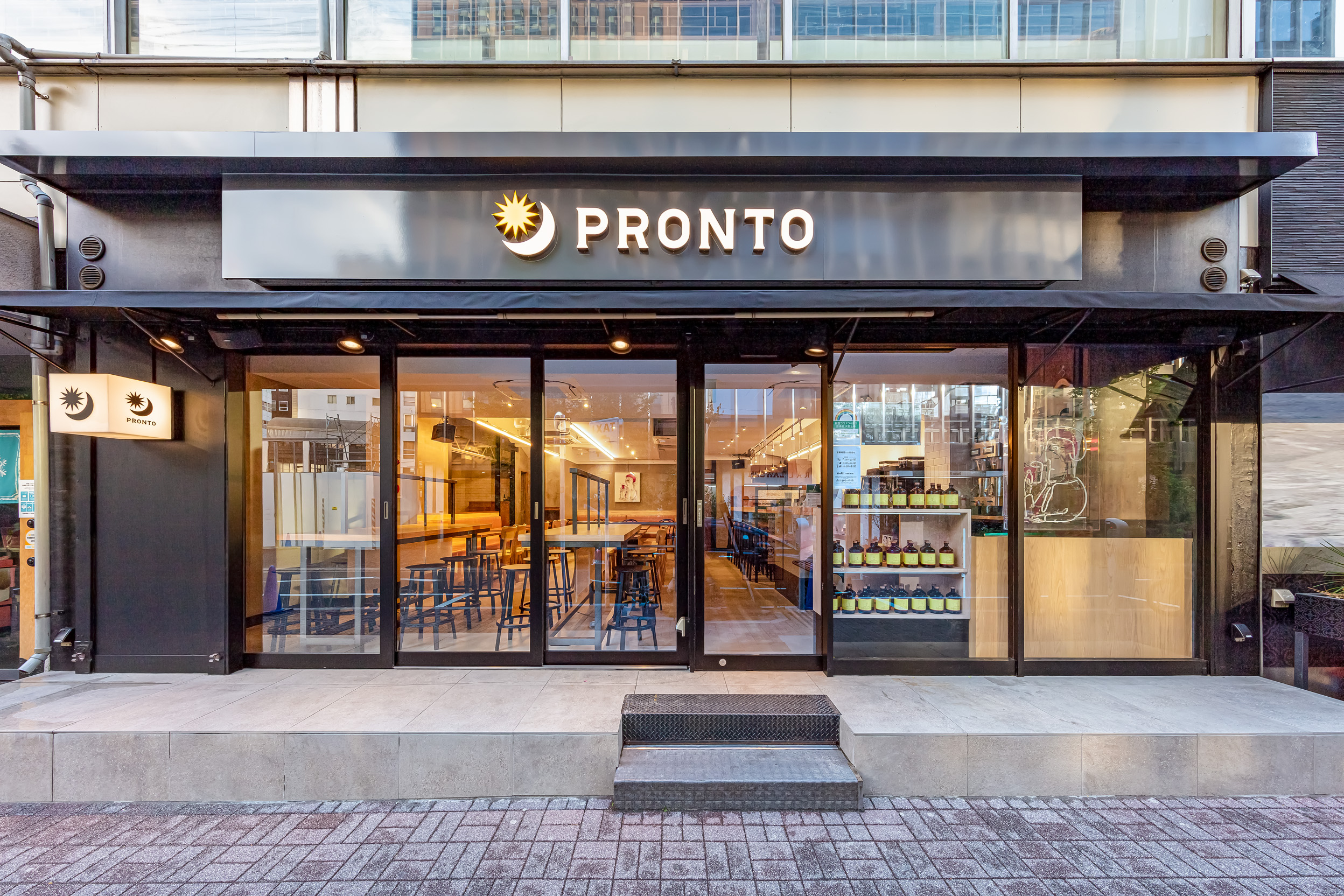
PRONTO
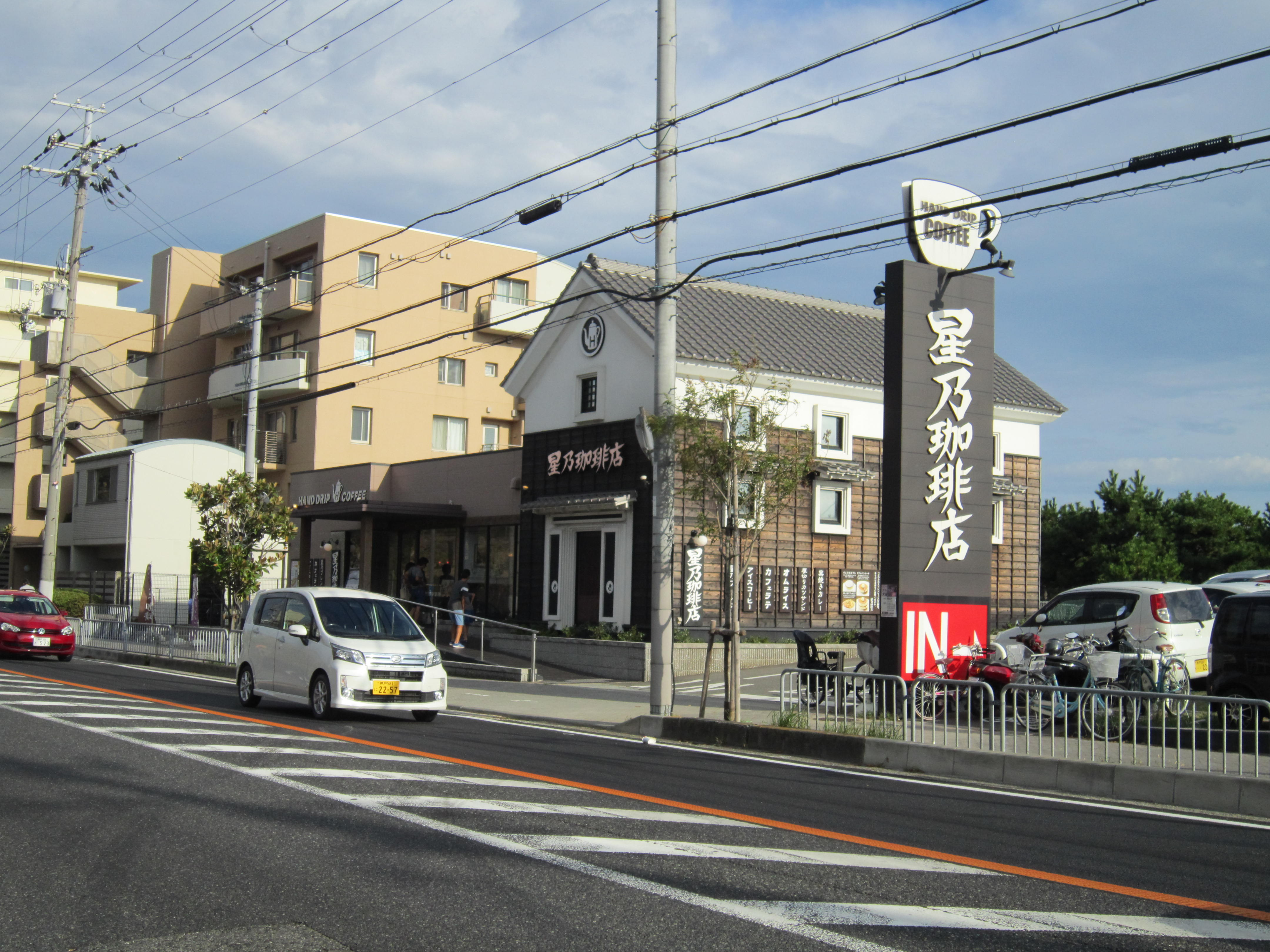
星乃珈琲店

### 飲食物以外の提供が主目的となった店
日本では「○○喫茶」と銘打っているものの、実際には飲食物以外のサービスの提供が主な目的となっている"喫茶店"がブームを引き起こしたこともあった。
音楽の提供や、歌う場の提供など
名曲喫茶、ジャズ喫茶、歌声喫茶やカラオケ喫茶、ゴーゴー喫茶
漫画やインターネット環境の提供
- 漫画喫茶、インターネット喫茶

体験型カフェ
猫喫茶（アニマルカフェ）、サイエンスカフェ、ボードゲームを楽しめるカフェなど
コスプレ系飲食店、メイド喫茶や執事喫茶、。
ゲーム喫茶
- 1970年代末には、スペースインベーダーが登場し、喫茶店などにも設置されたテーブル型筐体で遊べるようになったアーケードゲームは1980年代には会社員に娯楽を提供した[13]。

性風俗サービスの提供
- ノーパン喫茶 - 上半身や下半身を露出した女性従業員が男性客にあらわな姿を見せることをサービスとして提供する喫茶店であり、1976年ころに登場し、1970年代後半に増え最盛期には数百店舗まで増えたものの、1980年代前半にはブームも去り、さらに、一部の店内では性行為そのものが行われているとか社会の公序良俗を乱しすぎているとの指摘が相次ぎ、1984年に風俗営業法が大幅に改正されて、この店で行われる下半身の"チラ見"（チラ見せ）も法的には「性器の露出」で違法という扱いになり、1985年ころには消滅した。

### 関連法規
日本国内
日本において喫茶店を営業するためには、都道府県知事より「飲食店業営業の許可を得る必要（食品衛生法第55条及び施行令第35条）がある。許可を得た施設は、食品衛生法と食品衛生法施行令により、保健所の監視または指導を受けることが定められている。
なお、菓子製造業（パンもここに含まれる）は法規上別業種とされているので、パンやケーキを店内で製造する場合は、別途そちらの許認可が必要となる。
風俗営業法に規定される風俗営業など（第1号）喫茶店（第2号）に該当する場合は警察署の許可が別に必要である。例えば、ゲーム喫茶では風俗営業の五号営業の許可を必要とする。
業務用のアーケードゲーム機を置く喫茶店は現在も適法である。一方、家庭用ゲーム機を置く喫茶店は、オーストラリアでゲーム会社がコラボレーションで出店したMana Barがあり、日本でも同様に登場し、しばらくその状態が放置されていたものの、日本のコンピュータソフトウェア著作権協会が『「上映権」の侵害に当たる』として家庭用ゲーム機などを置いた喫茶店・ゲームバーに対して警告を発し、2018年（平成23年）6月から県警の水準で著作権法違反容疑で逮捕も行うようになった。